# Сарсуела

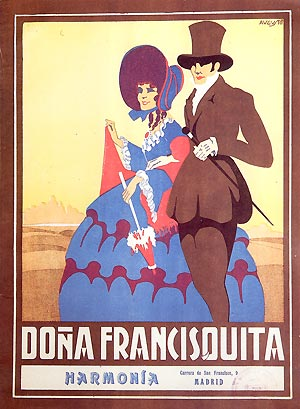
Плакат «»

Сарсуела (ісп. zarzuela, вимовляється [θarˈθwela] в Іспанії, [sarˈswela] в Латинській Америці) — іспанський лірично-драматичний жанр, у якому чергуються розмовні та пісенні сцени, із використанням елементів опери, народних пісень і танцю. Точне походження назви невідоме, але деякі вчені пропонують, що вона походить від королівського мисливського будиночка, Палац Сарсуела, біля Мадриду, де нібито цей вид розваги був вперше представлений дворові.
Існує дві головні форми сарсуели: сарсуела-бароко (між 1630 та 1750 роками), найраніший стиль, і романтична сарсуела (між 1850 та 1950 роками), яка своєю чергою поділяється на два піджанри «головний жанр» (género grande) і «малий жанр» (género chico), хоча існують і інші види.
Сарсуела широко розповсюдилася в іспанських колоніях. Багато іспаномовних країн — зокрема Куба — розвили свої власні традиції. Існує також традиція сарсуели на Філіппінах, де цей жанр відомий в деяких мовах як «сарсвела/сарсуела» (sarswela/sarsuela). Також існують інші регіональні й лінгвістичні варіанти: баскійський (zartzuela) на Піренейському півострові та каталонський (sarsuela).
Маскарадний театр сарсуели існував в Іспанії починаючи з часу Хуана дель Енсіна. Цей жанр був новаторським у наданні драматичного характеру музичним виставам, які були об'єднані на одній сцені. До стилю входять також танцювальні та хорові номери, сольні та ансамблеві, всі у супроводі оркестру.